# Merle Esken
Merle Esken (ur. 30 grudnia 1969 w Keili) – estońska szpadzistka, brązowa medalistka mistrzostw świata.
Podczas mistrzostw świata w Hadze w 1995 roku Estonki w składzie: Maarika Võsu, Merle Esken, Oksana Jermakowa i Heidi Rohi zdobyły brązowy medal w zawodach drużynowych. Był to jedyny medal wywalczony przez Esken w zawodach tego cyklu. Była też między innymi czwarta drużynowo na mistrzostwach świata w Lyonie (1990).
Nigdy nie wystąpiła na igrzyskach olimpijskich.